# Tossal Gros (la Pobla de Massaluca)
El Tossal Gros és una muntanya de 340 metres que es troba al municipi de La Pobla de Massaluca, a la comarca de la Terra Alta.